# Commission des Affaires européennes (Assemblée nationale)
Pour les articles homonymes, voir Commission des Affaires européennes.
Histoire
Cadre
Bureau
La commission des Affaires européennes est une commission au sein de l'Assemblée nationale française, chargée des affaires européennes et instaurée par la révision constitutionnelle de 2008, qui a notamment modifié l'article 88-4 de la constitution. Elle est composée de 48 membres.

## Organisation

### Compétences
La commission a compétence dans le domaine de l'Union européenne et suit les travaux conduits par les différentes institutions de l'Union européenne. Elle examine les projets et les propositions de lois ayant rapport à l'Union européenne et transmet ces travaux aux autres commissions.

### Rôle
La commission assume deux fonctions essentielles au fonctionnement de l'Union européenne : 
- le contrôle du respect de la subsidiarité pour tous les projets d'actes législatifs de niveau européen
- le dialogue politique avec la commission

Le respect du principe de subsidiarité est analysé au plus tôt par les parlements nationaux. Chaque parlement dispose d'une voix (deux voix s'il n'y a qu'une chambre d'élus) pour émettre un avis sur l'acte législatif proposé par la commission. Si un tiers des parlements nationaux considère que la proposition ne respecte pas le principe de subsidiarité (un quart pour certains domaines), la commission doit motiver sa décision quant au retrait, à la modification ou au maintien du projet (procédure du "carton jaune"). S'il s'agit de la majorité des parlements et uniquement dans le cas des projets soumis à la procédure législative ordinaire, la commission doit justifier sa position auprès du conseil et du parlement européens (procédure du "carton orange"). La procédure du carton jaune a été déclenchée par 14 parlements en 2016 à propos de la directive sur les travailleurs détachés, la commission a maintenu sa proposition en la justifiant. Il faut noter que seuls les actes législatifs de base sont soumis à la procédure de contrôle de subsidiarité, les actes délégués et actes d'exécution décidés par la commission (équivalent des décrets d'application en France) ne sont pas soumis à ce contrôle, ce que déplore le sénat français.
Le dialogue politique entre la commission et les parlements nationaux a été institué dans les traités de l'Union européenne (protocole n°1 sur les rôles des parlements nationaux dans l'union européenne). La commission transmet tous les documents relatifs aux projets législatifs à chaque parlement, les informations transmises se situent d'un niveau très en amont des propositions d'actes législatifs (livres verts, livres blancs, programme législatif annuel) jusqu'aux propositions d'actes législatifs eux-mêmes. En retour les parlements peuvent émettre un avis motivé sur chacun des documents qui leur sont transmis.

## Liste des présidents
| Président                | Groupe                 | Groupe            | Dates du mandat   | Dates du mandat | Législature |
| ------------------------ | ---------------------- | ----------------- | ----------------- | --------------- | ----------- |
| Pierre Lequiller         |                        | UMP               | 17 septembre 2008 | 19 juin 2012    | XIIIe       |
| Danielle Auroi           |                        | ECOLO (2012-2016) | 4 juillet 2012    | 20 juin 2017    | XIVe        |
| Danielle Auroi           | NI (2016-2017)         |                   | 4 juillet 2012    | 20 juin 2017    | XIVe        |
| Sabine Thillaye          |                        | LREM (2017-2020)  | 5 juillet 2017    | 21 juin 2022    | XVe         |
| Sabine Thillaye          | NI (2020)              |                   | 5 juillet 2017    | 21 juin 2022    | XVe         |
| Sabine Thillaye          | EDS (2020)             |                   | 5 juillet 2017    | 21 juin 2022    | XVe         |
| Sabine Thillaye          | MoDem/MDDA (2020-2022) |                   | 5 juillet 2017    | 21 juin 2022    | XVe         |
| Pieyre-Alexandre Anglade |                        | RE/EPR            | 7 juillet 2022    | 9 juin 2024     | XVIe        |
| Pieyre-Alexandre Anglade | 3 octobre 2024         | RE/EPR            |                   | XVIIe           |             |